# Штепа Марія Степанівна

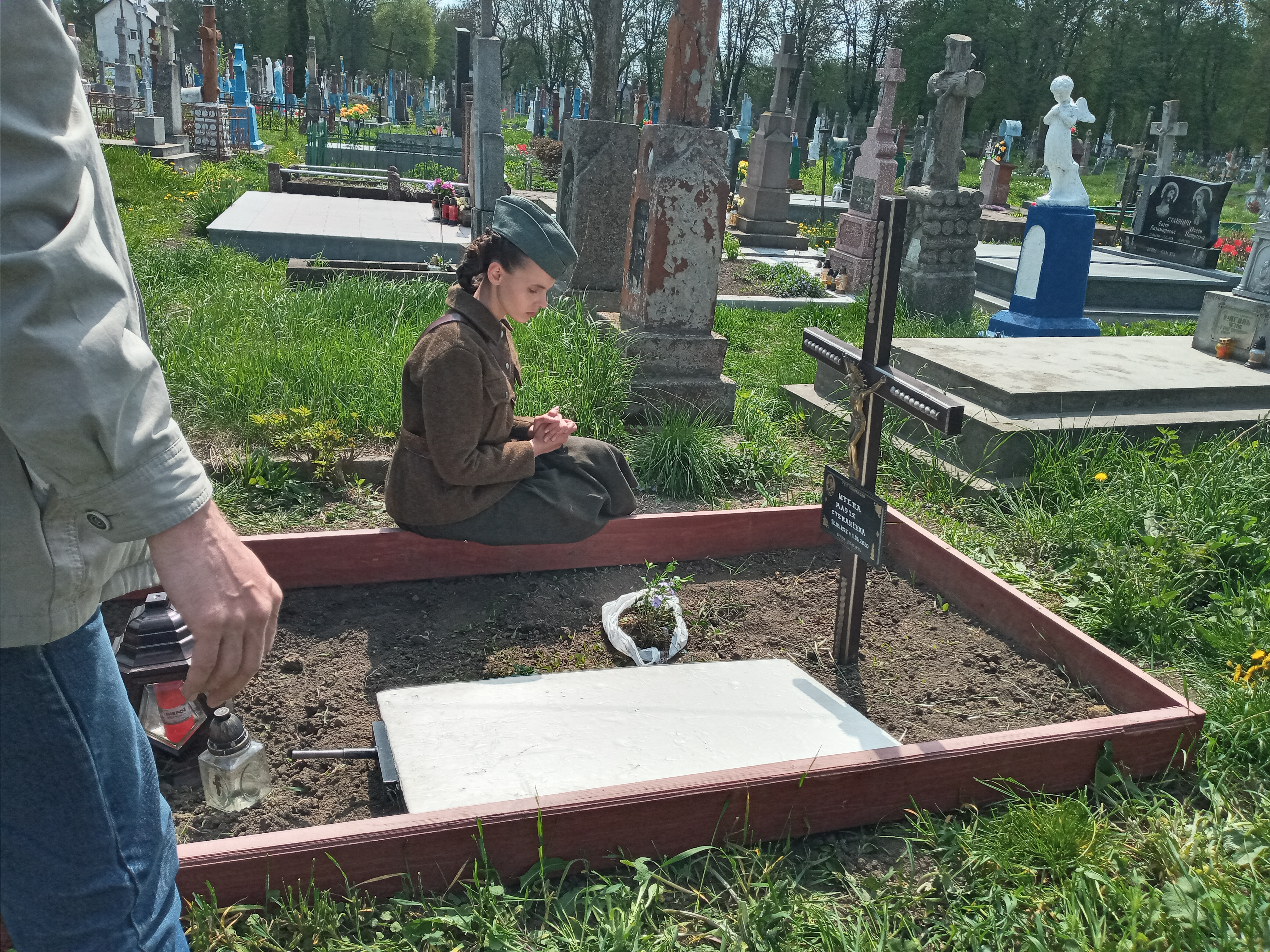
Могила Марії Штепи під час зйомок фільму "Марія"

Марія Степанівна Штепа (псевдо Тополя; 13 березня 1925, с. Ромашівка, Україна — 1 червня 2020, м. Чортків, Тернопільська область) — українська літераторка, учасниця національно-визвольних змагань. Член ОУН (1942). Кавалер ордена княгині Ольги ІІІ ступеня (2018).

## Життєпис
Марія Штепа народилася 13 березня 1925 року в селі Ромашівка Чортківського повіту Тернопільського воєводства Польської республіки (нині Чортківського району Тернопільської области України).
У 1944—1946 роках — зв'язкова збройного підпілля на Чортківщині. У 1946 році Марію заарештовують органи НКДБ, засуджують на 10 років. Покарання відбувала у ВТТ Мордовії та Челябінській області (обидва нині РФ).
Від 1968 — в Україні.
Організаторка церковного хору в селі Білобожниця, який в 1980-х роках проводив репетиції в неї вдома. Ініціаторка спорудження пам'ятника «Жертвам тоталітарного режиму» в центрі села, а також відновлення могили Січового стрільця на Білобожницькому цвинтарі.
Засновниця музею політв'язнів та репресованих у Чортківському районі в приміщенні Бучацького єпархіального управління УГКЦ.
Померла 1 червня 2020 року в притулку Чортківського відділу благодійного фонду «Карітас».
Похована в с. Калинівщина Чортківського району.

## Доробок

### Книги
- «Терниста дорога пам'яті» (2001)
- «Незрадливий душі оберіг» (2001)
- «Чотири долі» (2002)
- «У нев'янучий віночок» (2003)
- «Хтось розсипав червоні коралі» (2003)
- «Від тюрми чортківської до сибірської» (2005)
- «Терновий вінок Ромашівки» (2006)[8]
- «Пам'ять кличе» (2006)[9]
- «Прийми їх, Господи Боже, в оселях своїх...» (2007)[10]
- «Відлетіли ангелятами, з неба світять нам зірками» (2009)
- «Цей меч зломиться, але не зігнеться ніколи» (2011)
- «Під московською шинеллю билося українське серце» (2012)
- «Обкрадене дитинство» (2016)[11]

### Публіцистика
- А сучасні діти живуть у вільній державі [Текст] : [спогади мешканки краю про навчання та виховання дітей у польськомовній школі на поч. 20 ст.] / М. Штепа // Вільне життя плюс . — 2017. — № 85 (1 листоп.). — С. 6 : фот.
- Бо ми на рідній землі [Текст] : [спогади про село Ромашівку, його мешканців, громадське життя] / М. Штепа // Вільне життя плюс. — 2016. — № 88 (11 лист.). — С. 2.
- Коли кров холоне у жилах [Текст] // Літературний Тернопіль. — 2011. — № 4. — С. 97.
- Музей у ... туалеті [Текст] : [про події літа 1941 р. у Ромашівці] / М. Штепа // Вільне життя плюс. — 2019. — № 101 (18 груд.). — С. 5 : фот. — (Минувшина).
- Нехай постане хрест дубовий [Текст] : [про поховання онука троюрідного брата Т. Шевченко на Чортківщині] / М. Штепа // Вільне життя плюс. — 2012. — № 61 (15 серп.). — С. 9.
- "Пам'ятайте цей горбочок землі." [Текст] : [спогади про поховання у с. Білобожниця Чортків. р-ну сотника УГА С. Кутного] / М. Штепа // Голос народу. — 2017. — № 5 (3 лют.). — С. 5.
- "Хай знають, як ми вмирали..." [Текст] : [розмова із зв'язковою Служби безпеки УПА, репресованою] / М. Штепа ; вела В. Перун // Реабілітовані історією.Тернопільська область / обл. редкол.: О. Г. Бажан, А. П. Грицишин, П. Я. Гудима [та ін.]. — Тернопіль, 2018. — Кн. 5. — С. 47-51.

### Фільми
У 2021 році режисерка Марія Яремчук та співпродюсер Володимир Ханас відзняли документальний фільм «Марія» з циклу «Жива УПА».
22 листопада 2021 року фільм презентували у селі Мазурівка Білобожницької громади. 8 квітня 2022 року пройшла прем'єра фільму у Львові  . 20 жовтня 2022 року покази стрічки відбулись у Києві. В грудні 2024 року покази відбулись в німецькому місті Гуммерсбах під час днів українського документального кіно. 13 березня 2025 року показ фільму відбувся у приміщенні Косівського закладу ЗСО І – ІІІ ступенів.
18 березня 2025 року документальна стрічка презентована в Державному архіві Тернопільської області.